# Dezaminare
Dezaminarea este o reacție organică prin intermediul căreia se elimină o grupă amino dintr-o moleculă. Enzimele care catalizează aceste reacții se numesc dezaminaze. În corpul uman, dezaminările au loc în principal în ficat, însă glutamatul poate fi dezaminat și în rinichi.

## Importanță
Dezaminarea enzimatică are loc la nivelul ficatului, în prezența dezaminazelor, și este importantă în metabolismul aminoacizilor, în special în procesul de degradare al lor, urmat de oxidare. Eliminarea grupei amino se poate face sub formă de amoniac liber, care poate fi ulterior convertit la uree sau acid uric.